# 婆蘇吉

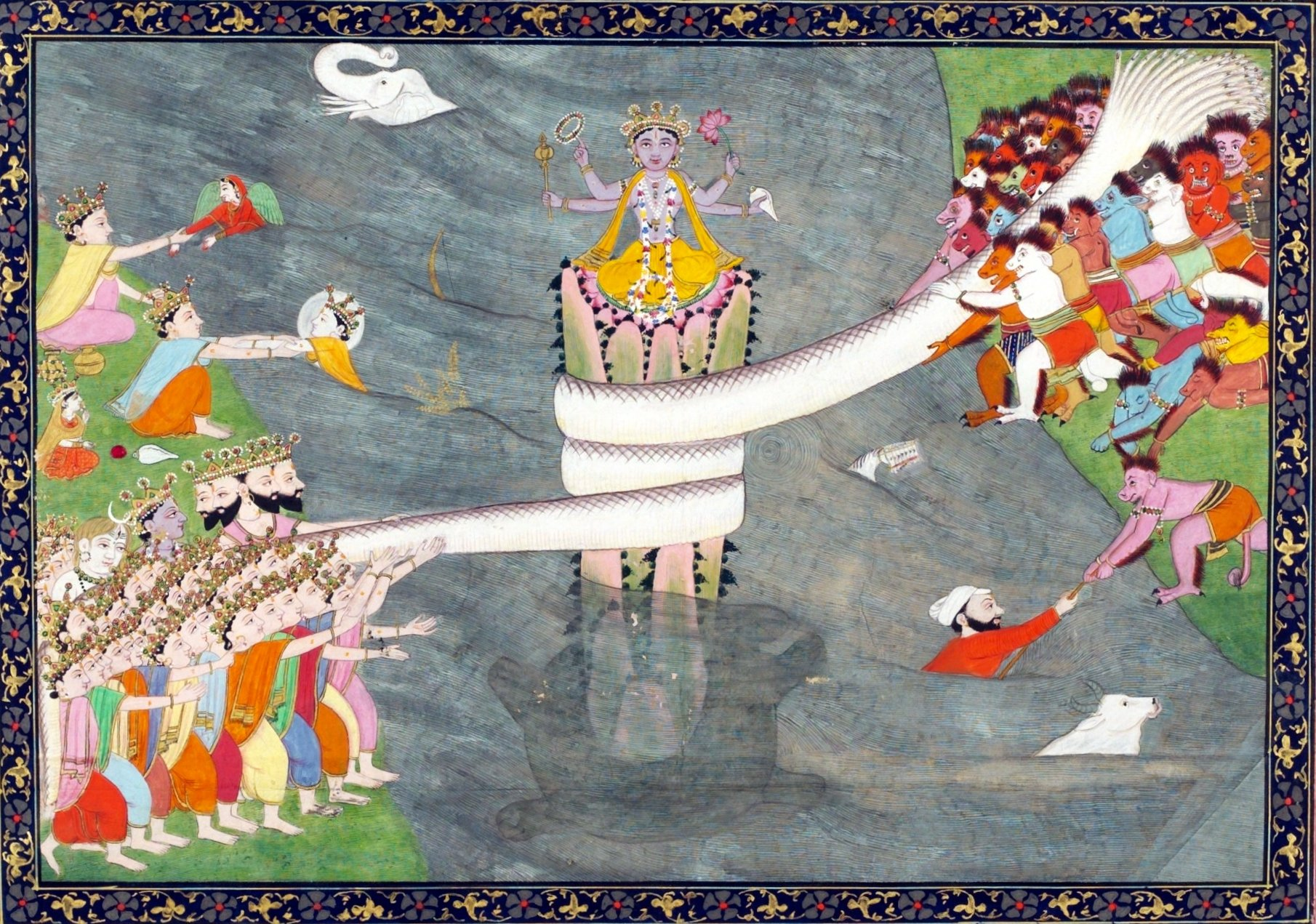
乳海攪拌示意圖

婆蘇吉（羅馬化：Vāsuki），又譯婆素雞、和修吉，是印度神話中的那伽蛇神（龍神），也是佛教八大龍王之一，地位跟千蛇之王舍沙相若，甚至被視為是同一化身。婆蘇吉是一眾龍神那伽的大領袖，頭上有一顆寶石名為「那伽摩尼」（Nagamani），有一名姊妹摩納娑，也是著名的女蛇神。

## 簡介
在印度史詩《薄伽梵歌》第10章中，黑天指自己其中一個蛇的化身就是婆蘇吉。
婆蘇吉擁有長大的軀體，是一條巨型的蛇神。在印度創世神話「乳海攪拌」事件中，婆蘇吉擔當重要的角色。據說乳海之中蘊藏著長生不老的靈藥，以濕婆為首的眾神與魔族阿修羅們為了獲得蘇摩，幾經爭鬥之後協議合作，以婆蘇吉的身軀為絞繩，一端由阿修羅站在岸邊執持，另一端由眾神站在對岸執持，蛇身中間則盤纏著曼陀羅山，以曼陀羅山（须弥山）為攪棒向乳海作出激烈的攪拌，以求取得海底的蘇摩。期間婆蘇吉受不住劇痛，吐出劇毒，幾乎隨著乳海的波浪流毒於眾生，幸得濕婆將毒液喝光，但祂的咽喉也因此而被灼傷，頭頸也因此化成青黑色。最終眾神成功得到蘇摩，長生不老。
印度神話中的滅世洪水事件中，人類始祖摩奴在化身為魚的毗濕奴提示下，製造拯救萬物生靈的大方舟。據說摩奴當時亦以婆蘇吉的長蛇軀體，一端繫緊方舟的船頭，另一端繫在化身為巨魚的毗濕奴身上，讓巨魚牽著方舟到達喜馬拉雅山逃過洪水之劫。

## 外部連結
- 吳哥窟：與古國神秘邂逅